# Albanien beim Eurovision Young Musicians
Übertragende Rundfunkanstalt

Erste Teilnahme
2018
Bisher letzte Teilnahme
2018
Anzahl der Teilnahmen
1
Höchste Platzierung
k. A.
Dieser Artikel befasst sich mit der Geschichte Albaniens als Teilnehmer des Wettbewerbs Eurovision Young Musicians.

## Regelmäßigkeit der Teilnahme und Erfolg im Wettbewerb
Albanien nahm bisher einmal am Eurovision Young Musicians teil. 2018 wurde der Cellist Klaudio Zoto zum Wettbewerb entsandt, er schied jedoch bereits im Halbfinale aus. Seitdem hat sich der zuständige Sender Radio Televizioni Shqiptar (RTS) nicht mehr zu einer Teilnahme geäußert.

## Liste der Beiträge
Farblegende: – 1. Platz. – 2. Platz. – 3. Platz. – ausgeschieden im Halbfinale/in der Qualifikation. – keine Teilnahme/nicht qualifiziert.
| Jahr           | Interpret                | Instrument               | Stücke                                                           | Platz Finale             | Platz Halbfinale         | Nationale Vorentscheidung    |
| -------------- | ------------------------ | ------------------------ | ---------------------------------------------------------------- | ------------------------ | ------------------------ | ---------------------------- |
| 2018           | Klaudio Zoto             | Cello                    | Celo Sonata von Edvard Grieg Hungarian Rhapsody von David Popper | ausgeschieden            | k. A. / 9                | Albania Young Musicians 2018 |
| 2020 2022 2024 | Auf Teilnahme verzichtet | Auf Teilnahme verzichtet | Auf Teilnahme verzichtet                                         | Auf Teilnahme verzichtet | Auf Teilnahme verzichtet | Auf Teilnahme verzichtet     |

## Nationale Vorentscheidung
Albanien wählte seinen bisher einzigen Vertreter durch einen nationalen Vorentscheid aus.